# Earache Records
Earache Records är ett metal-orienterat skivbolag som är etablerade i Nottingham, Storbritannien och New York, USA. Skivbolaget hjälpte till att bana väg för extreme metal med att ge ut mycket av de tidigaste grindcore och death metal-alstren, under perioden 1988–1992.

## Historia
Earache startades sent på åttiotalet av Digby "Dig" Pearson. 1985, innan han bytte namnet till Earache Records, gav Pearson ut "Anglican Scrape Attic", en kompilation av tidiga hardcorepunk- och andra crossover-akter (Hirax, Lipcream, Concrete Sox, m. fl.). Den första officiella skivsläppet från Earache Records, var "The Accüsed's Return of Martha Splatterhead", som släpptes på vinyl 1987. Skivbolagets mer betydande skivsläpp var Napalm Deaths Scum som gavs ut 1987.
Senare skivsläpp som Earache ligger bakom är bland annat skivor av death metal-bandet Deicide och alternativ metal-bandet Adema.
Earache har blivit ofrånkomligt relaterade till death metal-scenen, men de har också gett ut walesiska ragga metal-akten Dub War, hardcore techno-bandet Ultraviolence och Mick Harris industrial-band Scorn. Earache har signerat även mer experimentella musikgrupper som till exempel Ewigkeit på senare år, men Earaches musikkatalog domineras fortfarande av death metal och grindcore.
Earache Records logga har formgivits av Jeffrey Walker, sångare och basist i death metal-bandet Carcass.
I början av 2007 undertecknade Earache ett distributionsavtal för Caroline Distribution. Affären omfattar både digital media och distribution av bolagets utgivning.

## Signerade musikgrupper

### Nuvarande signerade
- Akercocke
- At the Gates
- The Berzerker
- Biomechanical
- Blood Red Throne
- Bolt Thrower
- Bonded By Blood
- The Boy Will Drown
- Bring Me The Horizon
- Carcass
- Cathedral
- Cauldron
- Clutch
- Cult of Luna
- Decapitated
- Deicide
- Dillinger Escape Plan
- Ephel Duath
- Enforcer
- Entombed
- Evile
- Gama Bomb
- Godflesh
- Hate Eternal
- The Haunted
- Ignominious Incarceration
- Insect Warfare
- Morbid Angel
- Municipal Waste
- Napalm Death
- Oceano
- Order of Ennead
- Pitchshifter
- Rival Sons
- Severe Torture
- Sleep
- SSS
- Terrorizer
- Violator
- White Wizzard

### Tidigare signerade
- Adema
- Anal Cunt
- Brutal Truth
- Cadaver
- Coalesce
- Concrete Sox
- December
- December Wolves
- Delta 9
- Disciples of Annihilation
- Dub War
- Ewigkeit
- Extreme Noise Terror
- Forest Stream
- Fudge Tunnel
- Heresy
- I.D.K.
- Insision
- Iron Monkey
- Janus Stark
- Lawnmower Deth
- Massacre
- Misery Loves Co.
- Mortiis
- Naked City
- OLD
- Scorn
- Society 1
- Sore Throat
- Spazztic Blurr
- !T.O.O.H.!
- Ultraviolence
- Usurper
- Vader
- With Passion